# Haplophyllum sanguineum
Haplophyllum sanguineum är en vinruteväxtart som beskrevs av M. Thulin. Haplophyllum sanguineum ingår i släktet Haplophyllum och familjen vinruteväxter. Inga underarter finns listade i Catalogue of Life.